# Riedelia marafungensis
Riedelia marafungensis là một loài thực vật có hoa trong họ Gừng. Loài này được Pieter van Royen miêu tả khoa học đầu tiên năm 1979.

## Phân bố
Loài này được tìm thấy tại Papua New Guinea. Mẫu vật điển hình: A.N. Millar & P. van Royen NGF 15799 thu thập tại Papua New Guinea.